# Lista de partidos políticos da Estônia
Esta é uma lista dos partidos políticos da Estônia.
A Estônia tem um sistema pluripartidário onde dificilmente um partido tem a chance de conquistar poder sozinho no país e, portanto, eles precisam trabalhar formando governo de coligação.

## Partidos atuais

### Partidos com representação noRiigikogue/ou noParlamento Europeu
| Partido | Partido | Partido                                                                    | Partido | Líder           | Ideologia                                                     | Espectro                  | Riigikogu (2024) | Parlamento Europeu (2024) |
| ------- | ------- | -------------------------------------------------------------------------- | ------- | --------------- | ------------------------------------------------------------- | ------------------------- | ---------------- | ------------------------- |
|         |         | Partido Reformador Estônio Eesti Reformierakond                            | RE      | Kaja Kallas     | Liberalismo, Europeísmo                                       | Centro-direita            | 38 / 101         | 1 / 7                     |
|         |         | Partido Social-Democrata Sotsiaaldemokraatlik Erakond                      | SDE     | Lauri Läänemets | Social-democracia, Europeísmo                                 | Centro-esquerda           | 14 / 101         | 2 / 7                     |
|         |         | Estônia 200 Eesti 200                                                      | E200    | Kristina Kallas | Liberalismo, Liberalismo social, Europeísmo                   | Centro-direita            | 13 / 101         | 0 / 7                     |
|         |         | Partido Popular Conservador da Estônia Eesti Konservatiivne Rahvaerakond   | EKRE    | Mart Helme      | Conservadorismo nacional, Populismo de direita, Euroceticismo | Direita à extrema-direita | 11 / 101         | 0 / 7                     |
|         |         | Pátria Isamaa                                                              | I       | Urmas Reinsalu  | Conservadorismo, Nacionalismo cívico                          | Direita                   | 10 / 101         | 2 / 7                     |
|         |         | Partido do Centro Estônio Eesti Keskerakond                                | K       | Mihhail Kõlvart | Populismo, Plurinacionalismo                                  | Centro-esquerda           | 6 / 101          | 2 / 7                     |
|         |         | Nacionalistas e Conservadores Estônios Eesti Rahvuslased ja Konservatiivid | ERK     | Henn Põlluaas   | Conservadorismo nacional                                      | Direita à extrema-direita | 3 / 101          | 0 / 7                     |

### Outros partidos
| Partido | Partido                                                                             | Partido | Líder              | Ideologia                                                  | Espectro        |
| ------- | ----------------------------------------------------------------------------------- | ------- | ------------------ | ---------------------------------------------------------- | --------------- |
|         | A Direita Parempoolsed                                                              | PP      | Lavly Perling      | Liberalismo econômico, Libertarismo de direita, Europeísmo | Direita         |
|         | Partido da Liberdade - Assembleia dos Agricultores Vabaduspartei - Põllumeeste Kogu | V-PK    | Rein Koch          | Conservadorismo, Agrarianismo                              | Direita         |
|         | Partido dos Verdes Estônios Erakond Eestimaa Rohelised                              | EER     | Evelyn Sepp        | Política verde, Liberalismo social                         | Centro-esquerda |
|         | Partido Livre Estônio Vabaerakond Aru Pähe                                          | VAP     | Märt Meesak        | Liberalismo conservador                                    | Direita         |
|         | Aliança de Esquerda da Estônia Eestimaa Vasakliit                                   | EÜVP    | liderança coletiva | Socialismo democrático, Progressismo, Europeísmo           | Esquerda        |
|         | JUNTOS organização aponta para soberania KOOS organisatsioon osutab suveräänsusele  | KOOS    | Aivo Peterson      | Conservadorismo social, Pró-Rússia                         | Direita         |